# Фаленопсис фіолетовий
Фаленопсис фіолетовий та Фаленопсис віолація (лат. Phalaenopsis violacea) - епіфітна трав'яниста рослина родини орхідні.
Вид не має усталеної української назви, в українськомовних джерелах частіше використовується наукова назва Phalaenopsis violacea.
Видовий статус під питанням. Одні автори вважають Phalaenopsis violacea однієї з природних варіацій Phalaenopsis bellina. Інші описують Phalaenopsis bellina, як одну з варіацій Phalaenopsis violacea.

## Синоніми
За даними Королівських ботанічних садів в К'ю :
- Phalaenopsis violacea f. coerulea Christenson 2001
- Phalaenopsis violacea f. alba (Teijsm. & Binn.) Christenson, 2001
- Phalaenopsis violacea var. alba Teijsm. & Binn. 1862
- Polychilos violacea (Hort. Ex H. Witte) Shim 1982
- Stauritis violacea (Witte) Rchb.f. 1862
- Stauropsis violacea Rchb.f. 1862

## Природні варіації

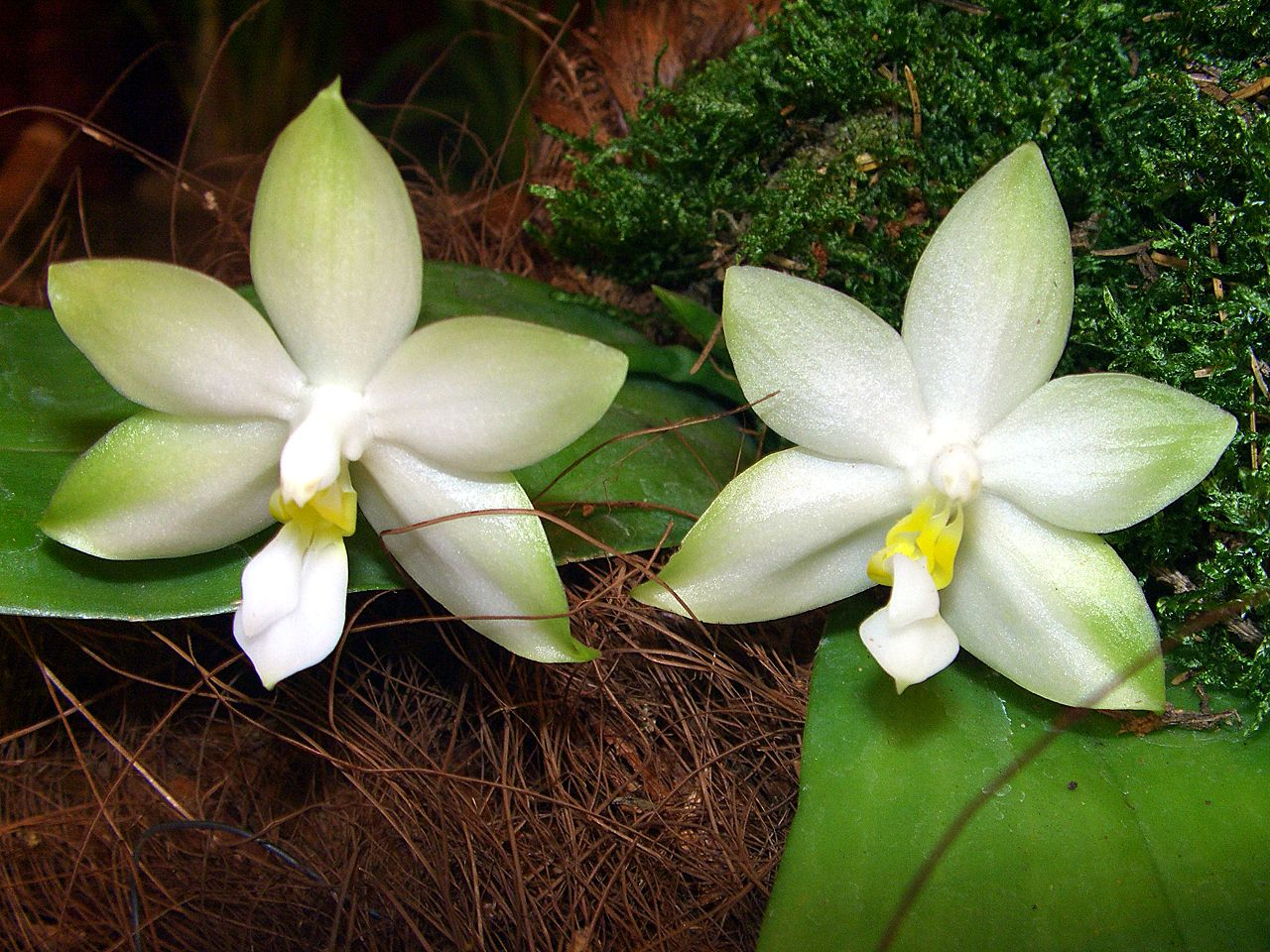
Phalaenopsis violacea var. alba

- Phalaenopsis violacea var.alba Teijs. & Binn. 1862 або Phalaenopsis violacea var. albescens
- Phalaenopsis violacea var. bowringiana Rchb.f. 1884
- Phalaenopsis violacea var. murtoniana Rchb.f. 1878
- Phalaenopsis violacea var. punctata Rchb.f. 1884
- Phalaenopsis violacea var.coerulea Christ 2001

Варіація Phalaenopsis violacea var. Borneo в наш час[коли?] виділена в окремий вид Phalaenopsis bellina.

## Біологічний опис

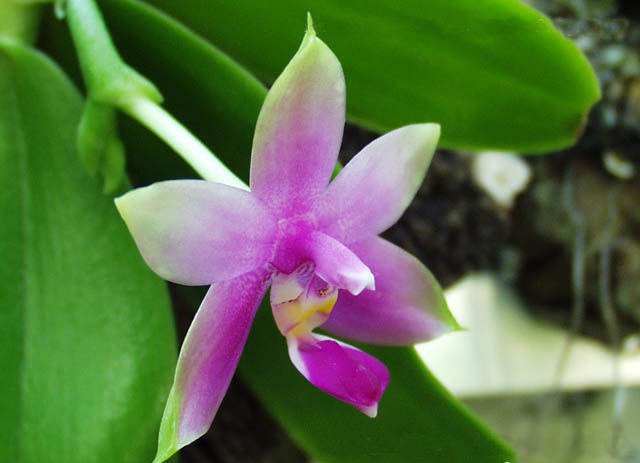
Phalaenopsis violacea (Суматра)

Мініатюрний моноподіальний листопадний епіфіт. 

- Квітконіс твердий, часто зигзагоподібно вигнутий, що несе невелику кількість кольорів.
- Квіти воскові, мають приємний яскраво виражений аромат порівнянний із запахом деякого латаття, фрезії і бергамота. Розмір квітки в поперечнику 5-6 см.
- Пелюстки еліптичні або овальні-еліптичні. Квітучі рослини зустрічаються протягом усього року, масове цвітіння з весни до осені. Багато колірних варіацій.
- Листя м'ясисті, еліптичні або довгасто-еліптичні, гострі або затуплені, у дорослих рослин більш ніж 25 см завдовжки, 12 см шириною.

## Ареал, екологічні особливості
- Малайзія (Перак, Селангор, Малакка), Суматра (Mentawai, Simeuluë).
- Зустрічається в низинних лісах. Часто селиться на мангрових деревах.
- Освітленість в місцях зростання близько 10.000 люксів, відносна вологість повітря увесь рік не менше 80%.

## Історія
Виявлено на Суматрі, біля населеного пункту Палембанг, Тейсманном (Teijsmann) в 1859 році.

## У культурі
У культурі з 1960 року, не складний і через приємний аромат квітів вельми популярний. 

## Догляд та особливості
- Температурна група - тепла.
- Відносна вологість повітря - 50-80% цілий рік.
- Полив у міру просихання.
- Ідеальна денна температура - 28-30°C з пониженням у нічний час до 24-25°C протягом всього року.
- Вимоги до світла: 1000-1200 FC, 10760-12919 lx[6].
- Цвіте цілий рік. Відцвілі квітконоси видаляти не слід.
- Загальна інформація про агротехніки у статті Фаленопсис.

## Деякі первиннігібриди
Bee Ridge - fuscata х violacea (Bates Orch. (Raymond Brown)) 1980 

Celebes Violet - violacea х celebensis (Sky Island Orchids) 1994 

China Wonder - violacea х stobartiana (Takaki Orchid Nursery) 1996 

Corning's Violet - violacea х corningiana (C. Sheviak) 1976 

Datu Chan San-Chang - violacea х pantherina (Tham Chee Keong) 2000 

Donna Louise - violacea х hieroglyphica (L. Dewey) 2004 

Equalacea - equestris х violacea (Fredk. L. Thornton) 1967 

Essence Yuhmei - floresensis х violacea (Shih-Fong Chen) 2001 

Fintje Kunriawati - pulchra х violacea (A. Kolopaking) 2004 

Fribourg - violacea х inscriptiosinensis (Luc Vincent) 1992 

Germaine Vincent - violacea х speciosa (Luc Vincent) 1994 

Phalaenopsis X Gersenii - violacea х sumatrana (природний гібрид) 

Hans Burgeff - sanderiana х violacea (Royal Botanical Garden Peradeniya) 1960 

Harriettiae - amabilis х violacea (Veitch) 1887 

Iwan Kolopaking - parishii х violacea (Atmo Kolopaking) 1981 

Java - fimbriata х violacea (Fredk. L. Thornton) 1970 

Jennifer Palermo - tetraspis х violacea (J. Palermo) 1998 

Lanny - violacea х schilleriana (T. Sukarya) 1980 

Little Darlin'- violacea х cochlearis (Jones & Scully) 1969 

Luedde-violacea - lueddemanniana х violacea (Veitch) 1895 

Lung Ching's Baby - javanica х violacea (Brothers Orchid Nursery) 1981 

Malacea - violacea х mannii (Fredk. L. Thornton) 1970 

Mok Choi Yew - gigantea х violacea (CY Mok) 1968 

Norman - fasciata х violacea (Chas L Beard) 1969 

Penang Girl - violacea х venosa (Ooi Leng Sun Orchid Nursery & L) 1984 

Penang Violacea - violacea х micholitzii (Ooi Leng Sun Orchid Nursery & L) 1987 

Phurplefetti - philippinensis х violacea (Dr John W. Hutchinson (John Ewing Orchids, Inc.)) 1995 

Princess Kaiulani - violacea х amboinensis (Oscar Kirsch) 1961 

Samera - bellina х violacea (M. Liu) 2003 

San Shia Crystal - violacea х modesta (Hou Tse Liu) 1999 

Spring Rain - maculata х violacea (Herb Hager Orchids) 1974 

Sulaceous - sumatrana х violacea (Fort Caroline Orchids Inc. (Dr Henry M Wallbrunn)) 1975 

Phalaenopsis x Valentinii - cornu-cervi х violacea (природний гібрид) 1959 

Vilind - violacea х lindenii (Wm. Kirch Orchids Ltd. (Ernest T. Iwanaga)) 1969 

Violet Charm - violacea х mariae (Arthur Freed Orchids Inc.) 1971 

Zuma Elf - violacea х stuartiana (Zuma Canyon Orchids Inc.) 1981 